# Успеновка (Дюртюлинський район)
Успе́новка (рос. Успеновка, башк. Успеновка) — присілок у складі Дюртюлинського району Башкортостану, Росія. Входить до складу Маядиківської сільської ради.
Населення — 10 осіб (2010; 9 у 2002).
Національний склад:
- росіяни — 67 %
- татари — 33 %